# Ordre basilien du Très Saint Sauveur
 (mai 2023).
Si vous disposez d'ouvrages ou d'articles de référence ou si vous connaissez des sites web de qualité traitant du thème abordé ici, merci de compléter l'article en donnant les références utiles à sa vérifiabilité et en les liant à la section « Notes et références ».

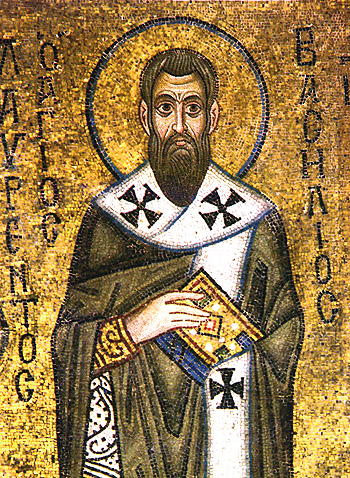
Basile de Césarée

L’Ordre basilien du Très Saint Sauveur, ou Ordre basilien salvatorien (B.S.), fondé en 1685, est le premier en date des ordres grecs-catholiques melkites. Les membres de l'Ordre sont souvent dénommés pères salvatoriens. 

## Fondation
Dès la première année de son épiscopat à Tyr et Sidon, en 1683, le métropolite Euthymios Saifi (en) pense à fonder un ordre de missionnaires œuvrant à l’union avec Rome, dans tout le ressort du Patriarcat.
Le couvent de Saint-Sauveur est construit à Joun, dans le Chouf, en 1685. Depuis cette date le Saint-Sauveur est resté la Maison-Mère de l’ordre basilien du Très Saint Sauveur.

## Évolution
En 1828 fut fondé un séminaire attenant au couvent de Saint-Sauveur. 
L’Ordre créa des implantations au Liban et en Syrie :
- Couvent Notre-Dame de la Dormition, près de la Maison-Mère (Liban).
- Couvent Saint-Georges, Kfarhouni (Jezzine), Liban.
- Couvent Saint-Michel, Ammiq Mnaçef (Chouf), Liban.
- Couvent Saint-Élie, Richmaya (Aley), Liban.
- Couvent Sainte-Thècle, Aïn Jawzé – Saghbine (Békaa-Ouest), Liban.
- Couvent Saints-Serge-et-Bacchus, Maaloula (Syrie), restauré et agrandi, connu surtout pour son église datant du IVe siècle.

L’ordre a maintenu toute son activité malgré les malheurs subis en 1777, 1791, 1841, 1845 et 1860, pendant la guerre du Liban (1975-1990), où la Maison-Mère fut occupée et pillée, et en 2013 lors de la guerre civile syrienne. 
Depuis sa fondation l’Ordre basilien du Très Saint Sauveur a donné 9 patriarches à l’Église grecque-catholique melkite (Cyrille VI Tanas, Athanase IV Jawhar, Cyrille VII Siage, Agapios II Matar, Athanase V Matar, Macaire IV Tawil, Clément I Bahouth, Grégoire II Youssef-Sayyour et Grégoire III Laham).